# 聖ウーゴと食卓の奇蹟
『聖ウーゴと食卓の奇蹟』（せいウーゴとしょくたくのきせき、西: San Hugo en el refectorio de los cartujos, 英: St Hugh in the Carthusian Refectory）は、スペインのバロック絵画の巨匠フランシスコ・デ・スルバランが1655年にキャンバス上に油彩で制作した絵画である。セビーリャのカルトジオ会所属のサンタ・マリア・デ・ラス・クエバス修道院ために画家が描いた3点の絵画のうちの1点で、カルトジオ会の肉食禁止の掟に関する逸話を描いたものである。作品は修道院の食堂に掛けられていたと思われる。現在、スペインのセビーリャ美術館に所蔵されている。

## 歴史
カルトジオ会の最初の修道院は、1084年、ケルンのブルーノと他の6人の修道士たちにより、グルノーブルの司教シャトーヌフのウーゴが寄贈した同市付近のアルプス山脈にある小さな荒れ地に創設された。修道士たちの生活方式は初期キリスト教時代の隠修士の苦行例に倣ったもので、私語は禁止され、静かな雰囲気の中で手仕事と祈りをすべしというものであった。彼らの食事はごく簡素なもので、肉食は厳格に禁じられていた。本作は、この肉食禁止の起源を描いたものである。
カルトジオ会の創設当初、上述の6人の食事は、司教の聖ウーゴが提供していた。復活祭の50日前、すなわち四旬節前の日曜日に、ウーゴは修道士たちにわずかな肉を届けさせた。肉食禁止の掟はまだ公式に決められたものではなかったからである。修道士たちは、肉を食すのが正しいかどうか議論しているうちに恍惚的な夢に陥った。45日後、聖ウーゴは使いを送って、修道士たちに会いにやってくると伝言を送ったが、使いは戻ってきて、肉食が禁じられている四旬節であるにもかかわらず、彼らがまだ食卓の肉の前に座していると報告した。聖ウーゴが彼らの修道院にやってきた時、修道士たちは目覚め、聖ウーゴはブルーノに教会歴の当日の日付を尋ねた。ブルーノは45日前の四旬節前の日曜日の日付を述べ、受け取った肉を食すか否かについての彼らの議論について説明した。その後、聖ウーゴの目の前で肉は灰に変わった。かくして、修道士たちは自分たちの肉食を禁じる規則には決して例外はないのだという結論に至った。

## 作品

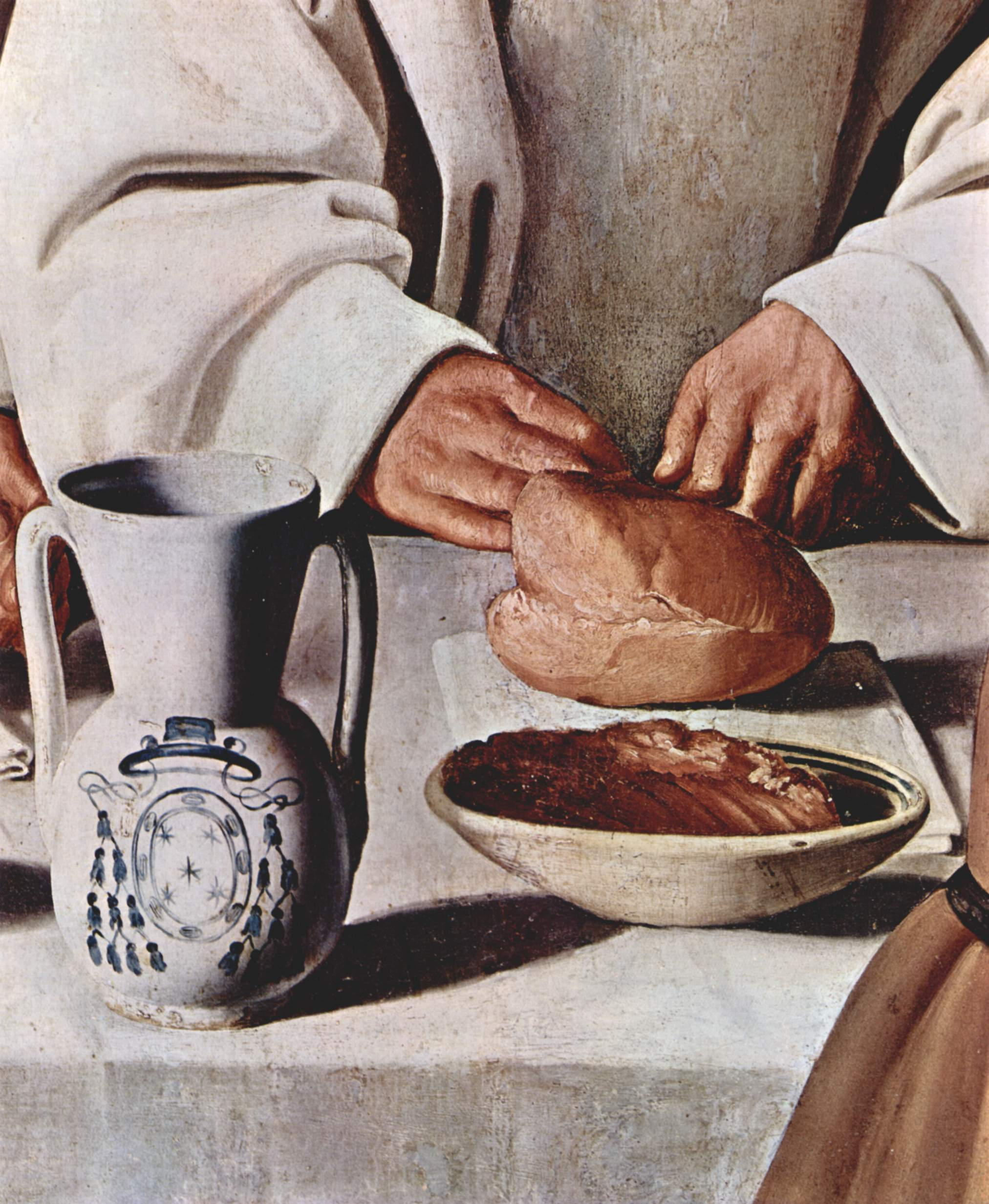
静物 (部分)

画面は、聖ウーゴとその使いが修道院の食堂に到着し、7人の修道士たちが長い眠りから目覚めた瞬間を描いている。修道士たちは、まだ眠りから覚めやらず、視線を合わせられぬかのように見える。作品には清潔さと謹厳さがあるが、それは簡潔な構図と灰色と白の調和に由来する。この画面の明快さ、わかりやすさ、技巧のなさは、カルトジオ会の肉食禁止という歴史的瞬間を表現するには最も理想的な方法である。
画面のカルトジオ会士の前には、肉とパンの入ったテラコッタ製の器が置かれている。また、2つのテラコッタ製の水差し、逆さまに伏せられた器、肉を切るための2本のナイフも置かれている。スルバランは、目覚めたばかりの修道士たちの無感覚な状態をこれらの静物と同じように静的に描いており、全体がほとんど静物画であるかのような作品となっている。この作品は、スルバランが静物画に対する偉大な才能を最初に発揮した作品である。彼の独立した静物画は『壺のある静物』 (プラド美術館) など少ないが、本作のように絵画の一部として小さな事物が描きこまれ、静物以上の存在に高められている例は枚挙にいとまがない。そうした事物は、主題の人物と同様の細心さで描かれている。画面の修道士たちが抽象的に描かれているのに対し、テーブル上のパン、肉、皿、壺などの静物は実在感と触覚的な価値がうかがえる。陶器の壺は、17世紀初頭にスペイン全土で人気のあったタベーラ産のものということができるほど綿密に描かれている。ハイライトのある伏せられた器は1600年以降に作られた中国製陶器の模作である。
人物群の背後の壁には、金色と黒色の額縁にはめられた絵画が見え、そこには聖母子と洗礼者ヨハネが描かれている。この画中画は単なる装飾的なものではない。眠っている幼子イエス・キリストは、絵画の下にいる修道士たちが聖ウーゴが訪れる前に眠っていたことを示唆しているのである。また、聖母マリアと洗礼者ヨハネはカルトジオ会の守護聖人でもある。